# رايموند دوبونت
رايموند دوبونت هو سياسي كندي، ولد في 27 ديسمبر 1942 في مونتريال في كندا. حزبياً، نشط في الحزب الليبرالي الكندي. وقد انتخب عضو مجلس العموم الكندي.